# Barbus trispilomimus
Barbus trispilomimus är en fiskart som beskrevs av Boulenger, 1907. Barbus trispilomimus ingår i släktet Barbus och familjen karpfiskar. IUCN kategoriserar arten globalt som livskraftig. Inga underarter finns listade.